# Kino-teatr.ua
Kino-teatr.ua (рус. Кино-Театр, укр. Кіно-Театр) — самый большой кинопортал Украины. Сайт появился в 2000 году как блог про киноиндустрию на русском языке. В октябре 2008 года произошёл редизайн сайта, на сайте появился украинский интерфейс. Шеф-редактор портала «Кино-театр.ua» — Алексей Першко. Он входит в состав прокатной комиссии украинского Госкино и «Украинского оскаровского комитета». Ранее — член жюри на втором Одесском международном кинофестивале (2011) и член жюри украинской панорамы кинофестиваля Молодость в 2008—2009 годах.

## История
По состоянию на 17 апреля 2011 года сайт содержал информацию о 5600 фильмах, 3800 актёрах, и большинстве кинотеатров Украины. Кино-театр.ua содержит афишу, анонсы, рецензии и рейтинги фильмов. На сайте каждый день публикуются свежие новости из мира украинского и зарубежного кино. Особенностью сайта является наличие киноафиши украинского проката, рассказывающей о кинопремьерах в большинстве городов Украины. С 2010 года на сайте подключен сервис онлайн-продажи билетов в кинотеатры Киева, позже этот сервис был распространён на другие кинотеатры Украины. Начиная с марта 2011 года, сайт также содержит еженедельные обзоры кассовых сборов украинских кинотеатров, которые используются в качестве источников для публикаций многих СМИ.
Весной 2012 года состоялся редизайн сайта, провёл который Дмитрий Шведун из Revision.ru. Согласно MyWot, McAfee SiteAdvisor и Google сайт заслуживает доверия. Согласно сайтам easycounter.com и alexa.com самую высокую позицию портал занимал в апреле 2015 года: 833 место по Украине и 37649 место в мире.
В 2013 году была опубликована научная статья, в которой также отмечалось, что терминология сайта перегружена иностранными словами, вместо которых следовало бы использовать украинские соответствия.
По данным сайта alexa.com по состоянию на 10 июля 2018 года занимал по просмотрам 280-е место по Украине и 14368-е в мире.